# 拉斐爾·卡斯蒂約 (布宜諾斯艾利斯省)

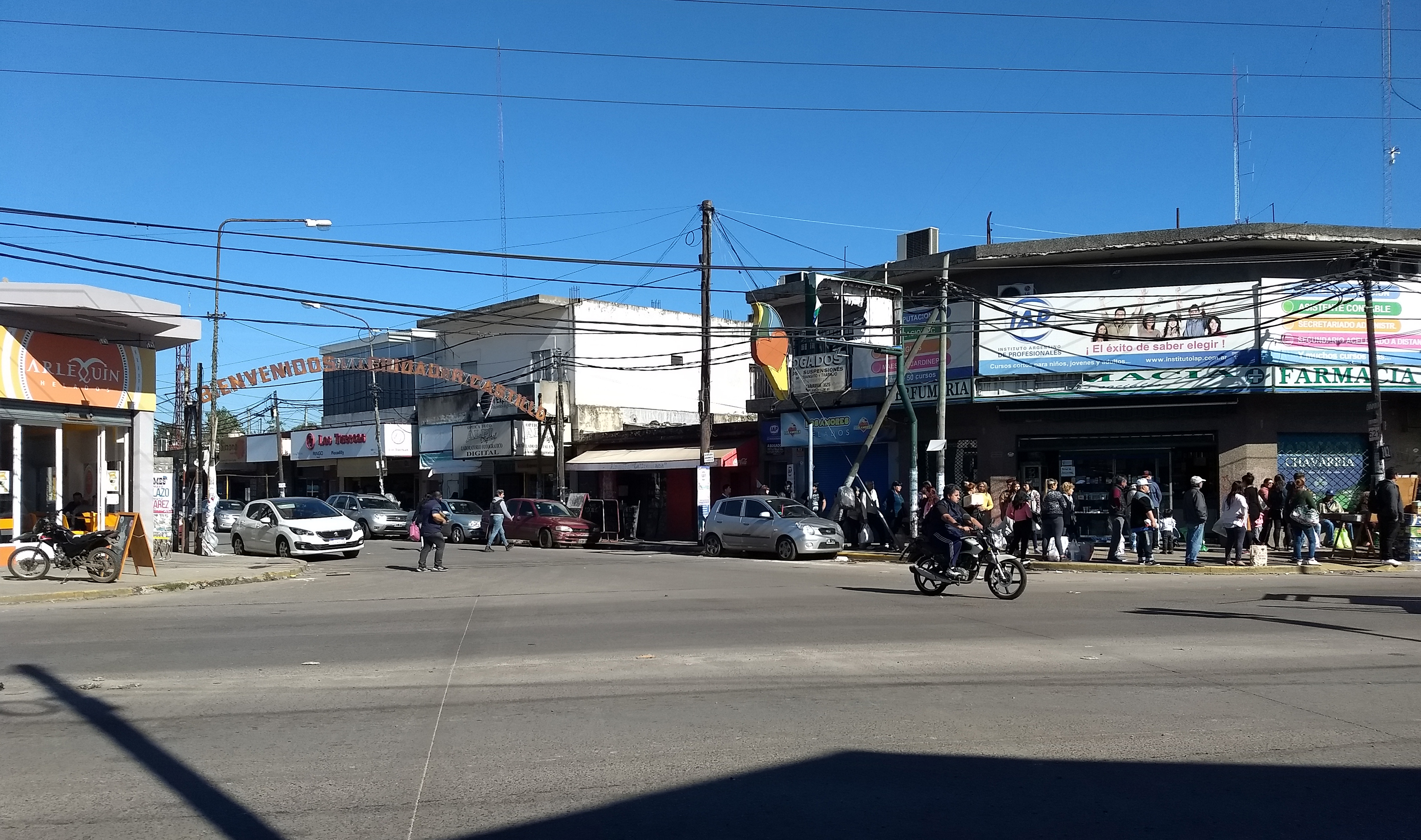
拉斐爾·卡斯蒂約

拉斐爾卡斯蒂約是阿根廷的城鎮，位於該國東部，由布宜諾斯艾利斯省負責管轄，距離首都布宜諾斯艾利斯20公里，海拔高度23米，2001年人口103,992。